# Фойгт, Удо
Удо Фойгт (нем. Udo Voigt; 14 апреля 1952, Фирзен, Северный Рейн-Вестфалия — 17 июля 2025) — немецкий праворадикальный политик, председатель Национал-демократической партии Германии в 1996—2011 годах, депутат Европарламента от НДПГ. Также служил капитаном и инженером в ВВС ФРГ.

## Биография и политическая карьера
Удо Фогт был единственным ребёнком в семье. Его отец был членом гитлерюгенда, членом СА, затем служил в вермахте и вернулся из советского плена в 1949 году. Удо с большим почтением относился к отцу. После службы в ВВС ФРГ учился с 1982 по 1987 по специальности «политология» в Университете Мюнхена. В 1968 году вступил в правоэкстремистскую национал-демократическую партию (НДП). В 1996 году после ареста председателя партии Гюнтера Деккерта по обвинению в разжигании расизма избран председателем НДП и оставался на этом посту до 2011 года.
В 2009 году его позиции несколько ослабли в связи с тем, что партия испытывает тяжелейшие финансовые трудности из-за уплаты государству штрафа в размере 2,5 миллиона евро. В результате на съезде партии 13 ноября 2011 был избран новый лидер партии Хольгер Апфель.
С сентября 2006 член муниципального парламента в берлинском районе Трептов-Кёпеник, до 2011 года — председатель фракции НДП. На выборах 2014 года Удо Фойгт был избран депутатом Европейского парламента от НДПГ, где стал членом Комитета по гражданским свободам, юстиции и внутренних дел.
Неоднократно подвергался административной и уголовной ответственности за подстрекательства к мятежу и другие нарушения закона.
Умер 17 июля 2025 года в возрасте 73 лет.

## Взгляды
В декабре 2007 года Фойгт дал интервью иранскому телевидению, в котором утверждал, что число жертв Холокоста составляет не 6 миллионов, а 340 тысяч человек. Высказывал также реваншистские требования вернуть Германии территории Померании, Западной Пруссии, Восточной Пруссии и Силезии. Журнал «REPORT MAINZ» пишет, что Фойгт не скрывает своих антисемитских, ксенофобских и антидемократических взглядов.
В 2004 году восхвалял Гитлера как «великого государственного деятеля», а существующую Федеративную Республику Германии называл «нелегитимной» и предлагал «свернуть». 22 марта 2015 года Удо Фойгт выступил на Международном русском консервативном форуме в Петербурге и заявил, что к неонацизму никакого отношения не имеет:

Я родился в 1952 году, я не хожу в нацистской форме и я не хочу оживить Гитлера. Это — прошлое, а я смотрю вперёд.